# Гуменюк Сергій (волейболіст)
Сергій Гуменю́к (нар. 8 лютого 1979, Ташкент) — український волейболіст, пасувальник (зв'язуючий), колишній гравець збірної України.

## Життєпис
Народився 8 лютого 1979 року в м. Ташкенті.
Грав у київському «Локомотиві», одеському «Шляховику-СКА», черкаському «Азоті-Спартаку», харківському «Локомотиві» (2007—2012, 2014—2015), білоруському «Металурзі» (Жлобин, 2012—2013), «Хімпромі» із Сум (капітан команди), казахстанському «Алтаї» (Оскемен, 2016—2020, капітан команди).
Улітку 2020 року поповнив склад ВК «Решетилівка». У сезоні 2021—2022 захищає барви черкаського МСК «Дніпро».
У 2006 році був дружбою на весіллі тернопільських гравців Романа Зварича й Анни Цимбалюк.

### Досягнення
- Семиразовий чемпіон України: двічі — у складі «Шляховика-СКА», п'ять разів — із «Локомотивом» (Харків)[4]

### Сім'я
Дружина — Олена, дочка — Вероніка.